# Cuisine rong
La cuisine rong (chinois : 荣菜 ; pinyin : róng cài), représentant la ville-préfecture de Nyingchi et son Xian de Mêdog, est une des quatre principales cuisines tibétaines. Les autres sont la cuisine qiang (羌菜, qiāng cài), représentant le Ngari et Nagqu (Ngari Korsum), la cuisine de l'Ü-Tsang (卫藏菜 / 衛藏菜, wèizàng cài) (en référence à l'Ü-Tsang ou cuisine de Lhassa, représentant les villes-préfectures de Lhassa et Shigatsé, ainsi que la préfecture de Shannan (Lhoka), et enfin, la cuisine de cour (西藏宫廷菜, xīzàng gōngtíng cài) représentant la cuisine qui est habituellement disponible à l'aristocratie et aux officiers de haut rang,,.

## Description
La cuisine Rong utilise des plats comportant des champignons, ceux-ci étant fraîchement cueillis dans les forêts répandues dans la région.

### notes et références
1. ↑  Yuan, Kunga et Li 2015, p. 44.
2. ↑  (en) « 旅行美食|因为信仰去了西藏，却因美食留在了西藏 »,‎ 14 juillet 2017
3. ↑  (en) « Chinese Minority Food », sur Travel China Guide
4. ↑  (Yuan, Kunga et Li 2015, p. 44), « The Rong features mushroom dishes, created with the fungal growth collected fresh from ubiquitous forest in the region »